# Луцій Аврелій Котта (консул 144 року до н. е.)
Лу́цій Авре́лій Ко́тта (лат. Lucius Aurelius Cotta, близько 178 до н. е. — після 138 до н. е.) — політичний діяч часів Римської республіки, консул 144 року до н. е.

## Життєпис
Походив з роду нобілів Авреліїв. У 154 році до н. е. його обрали народним трибуном. Надалі зажив репутації людини поганої вдачі, до того ж був обтяжений великими боргами. Колеги по трибунату погрожували йому судовим процесом. У 147 році до н. е. став претором.
У 144 році до н. е. його обрали консулом разом з Сервієм Сульпіцієм Гальбою, він домагався призначення на війну проти Віріата. Цьому перешкодив Публій Корнелій Сципіон Еміліан Африканський Молодший, вказуючи на користолюбство Котти. 138 року до н. е. Сципіон ще раз звинуватив Котту, але завдяки Квінту Цецилію Метеллу Македонському сенат виголосив виправдувальний вирок. Про подальшу долю Луція Аврелія немає відомостей.